# 斯柳達角
斯柳达角（俄语：Мыс Слюда）是托尼诺-阿尼瓦半岛的海角，属萨哈林州科尔萨科夫区。位于穆拉莫尔内角和阿尼瓦角中间，向东翻越山脉是帕夫洛维奇角。年降雨量919毫米。

## 引用
1. ↑  . NASA.   [2016-01-30]. （原始内容存档于2020-05-11）.